# Renzo Ghiotti
Renzo Ghiotti (* 21. Mai 1951) ist ein san-marinesischer Politiker. Er war 1994/95 einer der beiden Capitani Reggenti (Staatsoberhäupter) von San Marino und von 1986 bis 1993 Gesundheitsminister seines Landes.

## Leben
Ghiotti gehörte dem san-marinesischen Parlament, dem Consiglio Grande e Generale, von 1983 bis 2001 an. In der 21., 22. und 23. Legislaturperiode vertrat er den Partito Democratico Cristiano Sammarinese (PDCS) im Parlament und schloss sich dann der neugegründeten Alleanza Popolare dei Democratici Sammarinesi per la Repubblica (AP) an, auf deren Liste er für die 24. Legislaturperiode von 1998 bis 2001 ins Parlament gewählt wurde. Bei der Parlamentswahl 2001 kandidierte er wieder für den PDCS, verfehlte jedoch den Einzug ins Parlament.
In den beiden von PDCS und Partito Comunista Sammarinese (PCS) gebildeten Regierungen war Ghiotti von 1998 bis 1992 Gesundheitsminister (Deputato per la Sanità e la Sicurezza Sociale); er behielt dieses Amt auch in der von 1992 bis zum Ende der Legislaturperiode im Juli 1993 regierenden Koalition aus PDCS und Partito Socialista Sammarinese.
Für die Amtszeit vom 1. Oktober 1994 bis zum 1. April 1995 wurde er gemeinsam mit Luciano Ciavatta zum Capitano Reggente (Staatsoberhaupt von San Marino) gewählt.
Ghiotti ist seit 2001 san-marinesischer Botschafter in Slowenien (mit Sitz in San Marino).
Seit 2007 ist er Vorsitzender der san-marinesischen Vereinigung der Blut- und Organspender, Associazione Volontari Sammarinesi Sangue e Organi (AVSSO).

## Auszeichnungen
Ghiotti wurde am 11. Juni 1990 mit dem Großkreuz des Verdienstordens der Italienischen Republik ausgezeichnet.